# Ylitornio
Ylitornio (Badje-Duortnus in sami settentrionale, Övertorneå in svedese) è un comune finlandese di 3788 abitanti, situato nella regione della Lapponia.